# Tao Lin
Tao Lin (Chinois traditionnel: 林 韜, Chinois simplifié: 林 韬, Pinyin: Lín Tāo), né à Alexandria en Virginie le 2 juillet 1983  est un romancier, poète et essayiste américain.

## Biographie
Tao lin est né de parents Taïwanais, et habite à New York. Il a fait un B.A. de journalisme à New York University en 2005.
Tao Lin est auteur de nouvelles, d'essais, de recueils poétiques et de trois romans.
Taipei est son livre le plus apprécié, mais il y a une communauté de gens qui aiment toutes ses œuvres.

## Sur quelques livres

### Taipei
Le récit met en scène une vingtaine de jeunes Américains, ayant entre 25 et 30 ans, principalement dans le domaine de l'édition américaine et/ou suivant des cours à l'université, surtout à New York : Paul, Michelle, Kyle, Gabby, Daniel, Charles, Laura, Mitch, Amy, Anton, Fran, Frederick, Walter, Erin, Alethia...
Une partie du travail actuel de Paul est d'assurer la promotion de son roman, dans des lectures, de Montréal à San Francisco ou en Louisiane. Paul est issu d'une famille chinoise américaine qui a décidé de rentrer à Taïwan, où il passe un mois entier au début du récit (sans Michelle) et à la fin du récit (avec Erin).
Les activités relatées des individus et groupes consistent en manipulations de MacBooks, déplacements, soirées, prises de drogues ou psychotropes (cocaïne, ecstasy, LSD, Adderall, MDMA Xanax, Klonopin, champignons...), visionnement de vidéos sur YouTube, et de films de cinéma, fabrication de vidéos pour YouTube, envoi de messages (SMS, mails), fréquentation de réseaux sociaux, tentatives des relations mixtes plus ou moins durables.

## Œuvres

### Poésie
- this emotion was a little e-book, (bear parade, 2006)
- you are a little bit happier than i am, (Action Books, 2006)
- Thérapie cognitive du comportement [« Cognitive-Behavioral Therapy » (2008)], trad. de Charles Recoursé, Vauvert, France, Éditions Au Diable Vauvert, 2012, 104 p.  (ISBN 978-2-84626-431-0)

### Romans
- Eeeee Eee Eeee (Melville House, 2007)
- Vol à l’étalage chez American Apparel [« Shoplifting from American Apparel » (2009)], trad. de Charles Recoursé, Vauvert, France, Éditions Au Diable Vauvert, 2014, 90 p.  (ISBN 978-2-84626-628-4)
- Richard Yates [« Richard Yates » (2010)], trad. de Jean-Baptiste Flamin, Vauvert, France, Éditions Au Diable Vauvert, 2012, 320 p.  (ISBN 978-2-84626-398-6)
- Taipei [« Taipei » (2013)], trad. de Charles Recoursé, Vauvert, France, Éditions Au Diable Vauvert, 2014, 347 p.  (ISBN 978-2-84626-786-1)
- Leave Society (Vintage Books, 2021)

### Essais
- Trip: psychédéliques, aliénation et changement [« Trip : Psychedelics, Alienation, and Change» (2018)], trad. de Charles Recoursé, Vauvert, France, Éditions Au Diable Vauvert, 2019, 407 p.  (ISBN 979-1-03070-296-5)